# Joseph-Bernard Gastinel
Pour les articles homonymes, voir Gastinel.
 Joseph-Bernard Gastinel né à Draguignan (Var) le 22 août 1811, mort à Marseille le 31 août 1899 était un médecin français connu pour ses nombreux travaux pharmacologiques en Égypte.

## Biographie
De condition modeste, né d'une "honorable famille d'artisan, son père serrurier de sa profession", Gastinel commença comme apprenti de la pharmacie Gay à Draguignan.
Interne au service de l'Hôtel-dieu, en 1935 il répond à la demande à la France du vice-roi d'Égypte, Mohammed 'Ali, de lui envoyer toute bonne volonté susceptible de participer à la renaissance de son pays. C'est le célèbre médecin marseillais installé en Égypte, CLot-Bey, qui est chargé de ce recrutement. Il est rapidement nommé aide-major pharmacien et préparateur de cours à l'hôpital militaire d'instruction du Caire.
Durement éprouvé par une expédition militaire de trois ans en Syrie, il quitte l'armée et prend la direction d'une officine, au Caire toujours, en 1841. Ses travaux sur le cannabis (il en isole le principe actif, à des fins médicales) lui valent la reconnaissance du monde médical. Il mena avec succès également des recherches pour augmenter la teneur en morphine du pavot égyptien. Il entre alors au service du gouvernement égyptien comme chef du département pharmaceutique des hôpitaux civils et gravit les échelons pour diriger la pharmacie centrale (importante institution du pays destinée à approvisionner les pharmacies des hôpitaux, des régiments et des provinces).
Chargé de cours à l'École de médecine et de pharmacie du Caire, il améliore la qualité des végétaux et optimise leur rendement économique. Gastinel s’intéresse à la naturalisation de différentes espèces végétales et prend la direction du nouveau jardin d’acclimatation du Caire. Il mène des travaux sur les moyens de perfectionner la production de coton, de café et de tabac, sur l’amélioration de la qualité des blés et des engrais. Le blé Gastinel est passé à la postérité sous ce nom quand il fut adopté en Amérique du Nord.
Décoré de nombreuses distinctions françaises et étrangères, Joseph-Bernard Gastinel est élevé à la dignité de pacha (le plus haut titre de la hiérarchie ottomane) par le khédive Tewfik (vice-roi d'Égypte) et reçoit la Légion d'honneur des mains de l'impératrice Eugénie. 
Demeuré professeur honoraire à l'École de médecine du Caire, Gastinel-Pacha rentre prendre sa retraite en France en 1899 où il meurt, à Marseille le 31 août à l'âge de 88 ans.